# Quelli (album)
Quelli è un album in studio dell'omonimo gruppo musicale italiano, pubblicato nel 1969 dalla Ricordi.

## Descrizione
Il disco raccoglie gran parte dei brani precedentemente pubblicati su 45 giri dal gruppo.

## Tracce
Lato A
1. Dici (Dizzy) – 2:40 (Freddy Weller, Tommy Roe, Rickygianco, Gian Pieretti)
2. Marilù – 3:35 (Franco Mussida, Pino Favaloro)
3. Nuvole Gialle – 2:19 (Ascri, Mogol)
4. Lacrime e pioggia (Rain and Tears) – 3:00 (O. Papathanassiou, Pachelbel, Pallavicini)
5. Mi sentivo strano – 2:57 (Rickygianco, Umberto Napolitano)
6. Tornare bambino (Hole in My Shoe) – 2:43 (Dave Mason, Rickygianco)

Lato B
1. Pensieri (The Thoughts Of Emerlist Davjack) – 3:05 (Davy O'List, Boldrini, Keith Emerson, Rickygianco)
2. Sigillato con un bacio (Sealed With A Kiss) – 2:56 (G. Geld, P. Udell, S. Leva)
3. Hush – 3:10 (J. South)
4. 15 Anni – 3:05 (Pieretti, Rickygianco)
5. Hip, Hip, Hip Urrah! (1-2-3 Red Light) – 2:10 (S. Trimachi, B. Trimachi, Sanjust)
6. Questa città senza te (Even The Bad Times Are Good) – 2:44 (Pieretti, Murray, Callender, Rickygianco)

## Formazione
- Pino Favaloro - chitarra
- Flavio Premoli – tastiere
- Franco Mussida – chitarra
- Giorgio Piazza – basso
- Franz Di Cioccio – batteria